# 陈建民 (厨师)
陈建民（1919年6月27日—1990年5月12日），日本名東建民（日语：／ Azuma Kenmin ?），生於中华民国四川省富順縣李桥乡阳家嘴。厨师，日本四川飯店創辦人，以川菜及中華料理著名，將麻婆豆腐、回鍋肉、擔擔麵等菜色帶至日本。

## 生平
家中有十個兄弟姊妹，陳建民為么子。其父親在他3歲時過世，家道中落。陈建民從小要下田種地，八歲時從事搬運煤炭工作，小学读了两年就没钱再读了。十歲時，由其伯父接到宜賓生活。
陳建民自小就跟母亲学做菜，并对此特别感兴趣。他先后在海清园、京川饭店等餐館当学徒，从跑堂的“么师”再到当上“厨师”。1947年，因為國共內戰，他离开宜宾到重庆、武汉、南京、上海等地发展。因時局不穩，經友人介紹，1947年由上海到台灣討生活，先在台北市衡陽街餐館工作，又南下高雄。1948年，離開台灣，至香港开川菜餐馆。
1952年，陈建民到日本横滨工作，随后与日本人洋子相遇并结婚。1958年，在东京新桥田村町，他頂下一間原由台灣人開設的洋食屋餐館，在此开设了日本第一家川菜餐馆“四川饭店”。他针对日本顾客的口味，对传统川菜调味进行了改进（pp. 78-80），并在NHK电视台的《今日の料理》节目中表演。
1966年他在东京建立了惠比寿中国料理学院并任院长，传授中国菜的烹饪。1970年，在赤坂等地又开办了多家四川饭店。
1983年，陈建民偕夫人陈洋子和儿子陈建一訪問中國，到四川富顺縣探亲祭祖，並為其父親掃墓。
1987年，獲得日本「現代名匠」頭銜。

## 家庭
他的长子陈建一继承了四川饭店，并多次参加电视节目《铁人料理》。

## 著述
- 《中国料理技術入門》
- 《さすらいの麻婆豆腐―陳さんの四川料理人生》